# Sonic & Knuckles
Sonic & Knuckles je ploščadna videoigra franšize Ježek Sonic japonskega podjetja Sega. Izšla je leta 1994 za konzolo Sega Mega Drive. Večkrat je doživela ponovno izdajo, nazadnje leta 2022 v igri Sonic Origins.
Igra je zadnja v t. i. klasični kvintologiji (Sonic the Hedgehog 1, 2, CD, 3 ter Sonic & Knuckles), čeprav se klasični kanon z njo še ne konča.
Na kartušo igre je mogoče pritrditi kartušo igre Sonic the Hedgehog 3, ter tako igrati obe kot eno samo igro Sonic 3 & Knuckles.

## Zgodba
Po tem, ko dr. Robotniku v igri Sonic the Hedgehog 3 preprečita , da bi svojo vesoljsko bazo, Jajce smrti, ponovno spravil v vesolje, se Sonic in Tails odpravita naprej po otoku. Tako kot prej se soočata s pastmi Robotnika in Knucklesa. V coni skrite palače, kjer se nahaja glavni smaragd se Sonic in Knuckles končno zares spoprimeta. Sonicu kljub Knucklesovi veliki fizični moči uspe kljunatega ježka spraviti na tla. V tistem trenutku se nad glavnim smaragdom pojavi Robotnik v svojem letečem vozilu, ki ukrade glavni smaragd. Knuckles se v zmedi požene za njim, a zaman. Po tem, ko si razjasni, da je Robotnik prišel ukrast smaragd ter da sta Tails in Sonic v bistvu dobra jima sklene pomagati.
Robotniku uspe popraviti svojo vesoljsko bazo. Vkrca se in jo počasi dviga proti vesolju. Sonic in Tails v zadnjem hipu skočita ter pristaneta na vesoljski bazi. Če igralec do takrat zbere vseh 7 Smaragdov Kaosa po zadnji coni sledi bitka med Hiper Sonicom in Robotnikom v velikem robotskem plovilu.
Sonic premaga Robotnikovo plovilo in potisne glavni smaragd k sebi. Ko se približuje Zemlji se pod njim v letalu Tornadu pojavi Tails, ki smaragd priključi na verigo, Sonic pa izgubi Hiper formo in stopi na krilo letala. Dvojica smaragd vrne na svoje mesto, kar povzroči, da se Angelski otok dvigne v zrak.

### Liki
- Ježek Sonic
- Lisjak Tails
- Kljunati ježek Knuckles
- Doktor Robotnik

## Potek igre
Za razliko od njenega predhodnika igra nima možnosti shranjevanja.
Igro sestavlja osem con, ki vsebujejo eno ali dve dejanji.
Z dotikom velikih obročev, ki so skriti na različnih delih con je mogoče igrati posebno stopnjo. Igralec je postavljen na tridimenzionalno polje obdano z modrimi in rdečimi žogami. Cilj stopnje je z dotikom spremeniti modre žoge v rdeče brez, da bi se dotaknil rdečih žog. Nagrada za dosežen cilj je en Smaragd Kaosa.